# Spilosoma sparsipunctata
Spilosoma sparsipunctata là một loài bướm đêm thuộc phân họ Arctiinae, họ Erebidae.